# Besnate
Besnate (lombardul: Besnaa) település Olaszországban, Varese megyében. Lakosainak száma 5475 fő (2023. január 1.). Besnate Cavaria con Premezzo, Albizzate, Gallarate, Jerago con Orago, Mornago, Arsago Seprio és Sumirago községekkel határos.

## Népesség
A település népességének változása:
| Lakosok száma | 5565 | 5558 | 5475 |
|               | 2017 | 2018 | 2023 |